# Tengwar
Las tengwar (teŋgʷar) o tîw  (que se traduce como letras en quenya) es un sistema de escritura basado en las lenguas que inventó J. R. R. Tolkien que aparecen en sus libros mejor conocidos como El Señor de los Anillos. En sus obras, numerosas lenguas de la Tierra Media, como el quenya y sindarin, emplean la escritura tengwar, inventada por Fëanor. Realmente no se trata de la forma de escritura más antigua, ya que el sarat y las cirth o runas son miles de años más antiguas. Los elfos fueron quienes usaron más habitualmente este sistema de escritura, ya que permite muchas formas de caligrafía y una escritura estilizada y fina con la pluma.
"Tengwar" es una palabra quenya en plural, cuyo significado es "letras"; el singular sería "tengwa". Es incorrecto decir 'el tengwar' porque es como decir 'el libros'
Las tengwar son un sistema de escritura alfabética, y pueden ser utilizadas para escribir cualquier idioma. A cada forma de escribir una lengua con las tengwar se le llama modo.

## Escritura tengwar

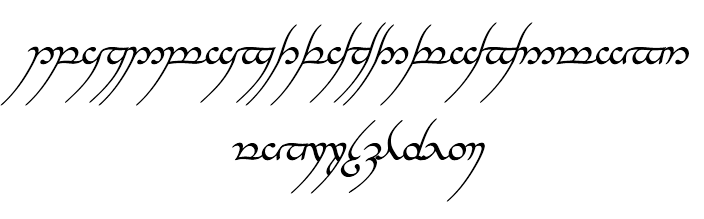
El alfabeto tengwar (en orden)

El alfabeto tengwar se representa en la disposición que aparece en la sección siguiente. Había veinticuatro letras primarias, todas con valor consonántico, ordenadas en cuatro columnas o series, (témar) y en seis filas o grados (tyeller). También estaban once letras adicionales, casi todas modificaciones de las primarias. Por último, había una serie de signos, tehtar, con usos variados, aunque el más importante es su función vocálica (los cuales no aparecen en la sección Modo español para las tengwar).
- Letras primarias: Eran veinticuatro. Sus nombres son, de izquierda a derecha y de arriba abajo: tinco, parma, calma, quesse, ando, umbar, anga, ungwe, thuule, formen, harma, hwesta, anto, ampa, anca, unque, nuumen, malta, noldo, nwalme, oore, vala, anna y vilya. Todas con valor consonántico, se ordenaban en cuatro columnas o series (témar) y en seis filas o grados (tyeller). Se componían de un telco (tallo), y un lúva (arco). El tallo era caído en los dos primeros grados, alzado en el tercero y el cuarto, y corto en el quinto y el sexto. Originalmente también existían dos grados con el tallo prolongado arriba y abajo, pero solo se conservan en la lengua negra de Mordor (véase Anillo Único). El arco podía ser abierto (series I y III) o cerrado (series II y IV). También podía situarse a la izquierda del tallo (series I y II), o a la derecha (series III y IV). Por último, podía ser único (grados 1, 3 y 6) o doble (grados 2, 4 y 5). La combinación de tallo y arco creaba una variedad suficiente como para representar la mayoría de las consonantes. La formación de estas letras de una forma tan sistemática hace que se le pueda asignar un fonema a cada una a partir de su aspecto y de forma lógica, atendiendo a las propiedades del fonema en cuestión. Aunque cada lengua modificaba este sistema según sus necesidades, en un principio las tengwar se basaban en este modo, muy parecido al usado para el Quenya:

- Atendiendo al arco: Las letras con arco único son sordas (grados 1, 3 y 6), y al contrario, las que tienen arco doble son sonoras (grados 2, 4 y 5).

- Atendiendo al tallo: Las tengwar con tallo alzado son fricativas (grados 1 y 2), las de tallo caído son oclusivas (grados 3 y 4), y las de tallo corto son nasales y semivocálicas (grados 4;nasales n, m, ñ y 5;semivocálicas r, w, y).

- Atendiendo a la serie o columna: Este aspecto es el que más varía de un modo a otro. Las letras de la serie I suelen ser dentales, las de la serie II labiales, las de la serie III para las palatales, y la serie IV para las velares.

- Letras adicionales: Eran doce. Sus nombres son, de izquierda a derecha y de arriba abajo: roomen, arda, lambe, alda, silme, silme nuquerna, aare, aare nuquerna, hyarmen, hwesta sindarinwa, yanta, uure y halla. Aunque en algunos modos algunas de estas tîw se corresponden con las vocales (inscripción en las puertas de Moria), normalmente tienen función consonántica. Las cuatro primeras, de izquierda a derecha se corresponden con r, rh, l y lh respectivamente. En la segunda línea, hay dos rizos y dos rizos dobles. El primer rizo se solía usar como s, y el segundo para la z. Los dobles se usaban en la mayoría de las ocasiones de forma estética. En la siguiente fila, la primera se usaba normalmente como h, la segunda como hw, la tercera como y, y la última como w. En la siguiente línea la única letra que hay generalmente no se utiliza.

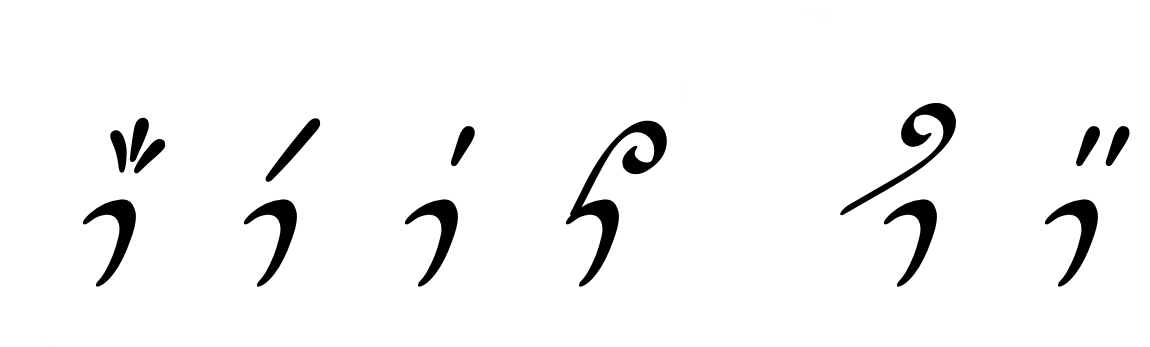
Los signos tehtar, sobre portadores.

- Los signos tehtar, sobre portadores.Signos o tehtar: Son muchos y variados. Tienen normalmente función vocálica, pero además pueden servir para simplificar, u otras funciones adicionales. Cuando su función es vocálica, se ponen sobre una tengwar consonántica para formar una sílaba. Por ejemplo, da se formaría poniendo el signo equivalente a la a sobre la letra d. Aunque esto no siempre es válido, ya que algunos modos las usan así, pero otros al contrario; esto es, el ejemplo anterior significaría ad.

- Los portadores: No son realmente tehtar, pero por su estrecha relación con los signos vocálicos se los considera como tales. Tienen la forma de una i sin punto. Sin ellos escribir sería imposible en casi todos los casos. Su función consiste en hacer de tengwar muda, para portar una vocal cuando sea necesario. Así, escribir ajo sin un portador sería imposible, ya que una de las vocales no se podría apoyar en ninguna letra, sea el modo que sea. Los hay de dos tipos, largo y corto. Un portador corto no indica nada, solo sirve para apoyar por el la tehtar; sin embargo un portador largo indica que la vocal está acentuada o es larga.

- Los tehtar vocálicos: Son cinco. Los tres puntos se corresponden con la a latina. El acento agudo es la e. El punto único se corresponde con la i, y los dos puntos se traducen como y. Por último, los dos rizos se corresponden con la o y la u (este aspecto difiere de un modo a otro).

- Los tehtar adicionales: Son muchos y algunos modos inventan nuevos signos según les conviene. Aquí están solo los más comunes. La línea encima de una letra (parecida a la de la ñ) sirve para indicar que una consonante nasal precede a la escrita debajo. El mismo símbolo solo que escrito debajo simboliza que la consonante es doble (~+tengwa que simboliza "n"=nn)

## Escritura élfica
Nota: las palabras en negrita están en quenya
La escritura del quenya no se realiza con caracteres latinos. Por el contrario, tiene una escritura propia, basada en fonética. Las consonantes se denominan "Tengwar", y, como si de tildes se tratara, se sitúan sobre (o bajo) ellas, las "Tehtar", que representan las vocales y la "y" vocálica.
Cada Tengwa consiste en un tallo y uno o dos arcos. También en ocasiones dispone de base.
Cuando el tallo se desvía hacia abajo, es una consonante oclusiva; si se desvía arriba, ésta es fricativa, y si el tallo tiene la misma altura que el/los arco/s, es una nasal. 
El número de arcos indica la sonoridad. Un arco es una consonante sorda, dos arcos, sonora.
A mayores, se agrupan en 4 series, según tengan el arco a la derecha o a la izquierda del tallo, y según tengan o no base. 
- Tincotéma (dentales) cuando el arco esta a la derecha y no hay base
- Parmatéma (labiales) cuando hay base
- Calmatéma (alveolares) cuando el arco está hacia la izquierda (con la apertura del arco hacia arriba)
- Quessetéma (velares + "w") cuando hay base (que en este caso, al cerrar el arco, se sitúa arriba)

Así, una Tengwa con tallo largo hacia abajo, un arco a la izquierda y sin cerrar, corresponde con el fonema /ʧ/ (la Ch en Español), mientras que un tallo corto con dos arcos a la derecha y con una base que los cierra se corresponden con el fonema /m/.
Hay también ciertas Tengwar especiales o "irregulares", correspondientes a las letras latinas "L", "LD", "S", "SS", "R"*, "RD", "H" y para la "-i" y la "-u" diptongadas.
- Hay una tengwa regular para la "R", pero se diferencia de la irregular por la situación. La tengwa regular (tallo corto, un arco a la derecha sin base) se coloca cuando es una "R" intersilabica o de fin de sílaba; por ejemplo, en istaR (Sabio)o en cualquier plural que termine en R. La "R" irregular (semejante a una "Y") se coloca en el inicio de las sílabas; por ejemplo, valaRauko (‘demonio de poder’, un balrog)

Las Tehtar se colocan sobre (la "Y" bajo) la Tengwa que le precede. Una vocal larga se transcribe o bien colocando dos veces la Tehta en la Tengwa, o bien colocando un "portador largo" (como una "j" sin punto) y colocando sobre él, la Tehta una sola vez. Si la Tehta no tiene Tengwa precedente, entonces se colocará sobre un "portador corto" que viene a semejarse a una "i" sin punto.
Las Tehtar son: 
- A: tres puntos formando un triángulo. En ocasiones, como modo de abreviar, se utiliza circunflejo (^)
- E: como una tilde(´)
- I: un punto(.) (según el lenguaje utilizado la E o la I se intercambian)
- O: como una tilde larga en rizo hacia la izquierda (al igual que en la escritura del anillo, en idioma oscuro de mordor)
- U: como O, pero hacia la derecha (según el lenguaje utilizado la u y la o se intercambian, pudiendo ser con el rizo hacia el lado opuesto)
- Y vocálica: dos puntos normalmente bajo la Tengwa. (Y vocálica se considera cuando tiene delante una consonante, como en uLYa- (verter), mientras que se considera consonántica cuando no tiene consonante delante, como en Aiya (Salve) o en Yár (Sangre).

Hay caracteres especiales, a mayores. Cuando una consonante se alarga, como yavaNNa (Valie de la naturaleza viva) se coloca bajo ella una línea. Cuando a una consonante le sigue inmediatamente una "S", como en oTSo (Siete), a la Tengwa se le añade un apéndice al final, encorvado hacia abajo.
El orden de lectura en un carácter completo, es:
1. Tengwa
2. ¿es doble?
3. ¿sigue "S"?
4. "Y" vocálica
5. Tehta

## Modo español para las tengwar
La siguiente tabla muestra una adaptación de los tengwar que puede usarse en español. En cada casilla aparece la letra, su valor asignado escrito en el Alfabeto Fonético Internacional y su nombre en quenya (con las vocales largas escritas geminadas en vez de usar tilde). Las letras en  casilla gris no se utilizan en el modo español porque tienen asignado un fonema que no forma parte del inventario estándar de la lengua.

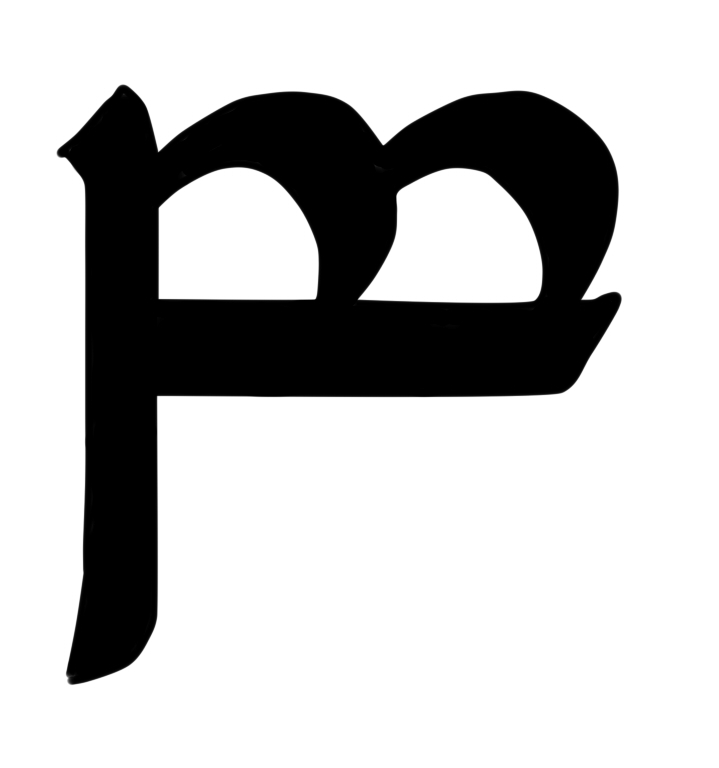
La tengwa "umbar" correspondiente al fonema /b/

Una tabla de las equivalencias de las letras tengwar para el modo español:
|   | I                  | II                    | III            | IV                                |
| - | ------------------ | --------------------- | -------------- | --------------------------------- |
| 1 | tinco /t/ t        | parma /p/ p           | calma /t͡ʃ/ ch  | uesse /k/ k-qu-c (antes de a,o,u) |
| 2 | ando /d/ d         | umbar /b/ b           | anga /d͡ʒ/ (-)  | ungwe /g/ g (antes de a,o,u)      |
| 3 | thúle /θ/ z        | formen /f/ f          | aha /ʃ/ (-)    | hwesta /x/ j-g (antes de e,i)     |
| 4 | anto /ð/ (-)       | ampa /v/ v            | anca /ʝ/ y     | unque /ɣ/ (-)                     |
| 5 | númen /n/ n        | malta /m/ m           | ngoldo /ɲ/ ñ   | nwalme /ŋ/ n (antes de g,k)       |
| 6 | óre /ɾ/ r suave    | vala /w/(u) u         | anna /j/(i) i  | vilya -                           |
|   | rómen /r/ r fuerte | arda -                | lambe /l/ l    | alda /ʎ/ ll                       |
|   | silme /s/ s        | silme nuquerna /s/ s  | áre /z/ (-)    | áre nuquerna /z/ (-)              |
|   | hyarmmen / / h     | hwesta sindarinwa /ʍ/ | yanta - e      | úre - w                           |
|   | halla /h/          | portador corto        | portador largo |                                   |

### Otros modos para las Tengwar
- alemán
- árabe
- búlgaro
- checo
- quenya y síndarin
- español
- esperanto, loglan y lojban
- inglés (preciso)
- inglés (más simple)
- finlandés Archivado el 26 de octubre de 2016 en Wayback Machine.
- francés
- galés
- hebreo (en formato PostScript)
- klingon
- lituano
- neerlandés
- polaco
- ruso
- sueco

- Datos: Q473725
- Multimedia: Tengwar / Q473725
- Libros y manuales: Quenya/Tengwar